# BMW Peugeot Citroën Electrification
BMW Peugeot Citroën Electrification fue una joint venture al 50% entre los fabricantes de automóviles BMW y PSA Peugeot Citroën, constituida como holding con sede en Ámsterdam (Países Bajos) en 2011 y destinada a electrificar las gamas de productos de ambos fabricantes, así como la de terceros.

## Características
La empresa desarrollaba y tenía planeado fabricar tecnología híbrida a través de dos sociedades: una en las cercanías de Múnich (Alemania), el centro de desarrollo, y otra en Mulhouse (Francia), donde se producirían los componentes. Los componentes que provea la empresa serían, entre otros, baterías, máquinas eléctricas, generadores de energía, cargadores y centralitas electrónicas.
El centro de desarrollo en Múnich contó con 500 empleados propios a finales de 2011 y la producción en serie en Mulhouse estaba planeada para 2014. Para en la cual se preveía una plantilla en Mulhouse de 250 empleados.

## Cooperación BMW - PSA
La cooperación de BMW Group y PSA Peugeot Citroën comenzó en 2002 con el desarrollo y producción de motores de 4 cilindros, de los que, entre 2006 y 2010, se fabricaron casi 2 millones de unidades para las marcas MINI, Peugeot y Citroën.

## Cese de la joint venture
La sociedad se liquidaría 18 meses después de su puesta en marcha tras la entrada de General Motors en el accionariado del Groupe PSA, y los empleados de la misma fueron reintegrados en BMW